# Judits Bog
Judits Bog er et gammeltestamentligt apokryft skrift, også kaldet de deuterokanoniske Bøger, og blev indføjet i Septuaginta, den græske oversættelse af Det Gamle Testamente. Bogen fortæller om den smukke jøde, Judit, som med sin skønhed og sit vovemod besejrer sin hjembys fjender, assyrerne. Judits Bog fortæller om Assyriens angreb på israelitterne under hærføreren Holofernes. Judit gør et stort indtryk på Holofernes, og da han i beruset tilstand har fået hende for sig selv, dræber hun ham med hans eget sværd. Assyrerne flygter, og angrebet bliver dermed stoppet.
| Religion | Spire Denne religionsartikel er en spire som bør udbygges. Du er velkommen til at hjælpe Wikipedia ved at udvide den. |